# Schacholympiade 2008

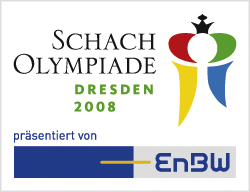
Logo der Schacholympiade 2008

Die Schacholympiade 2008 war ein Mannschaftsturnier im Schach, das vom 12. bis 25. November 2008 in Dresden stattfand. Es handelte sich um die 38. Schacholympiade des Weltschachbundes FIDE.

## Übersicht und Reglement der „Reformolympiade“

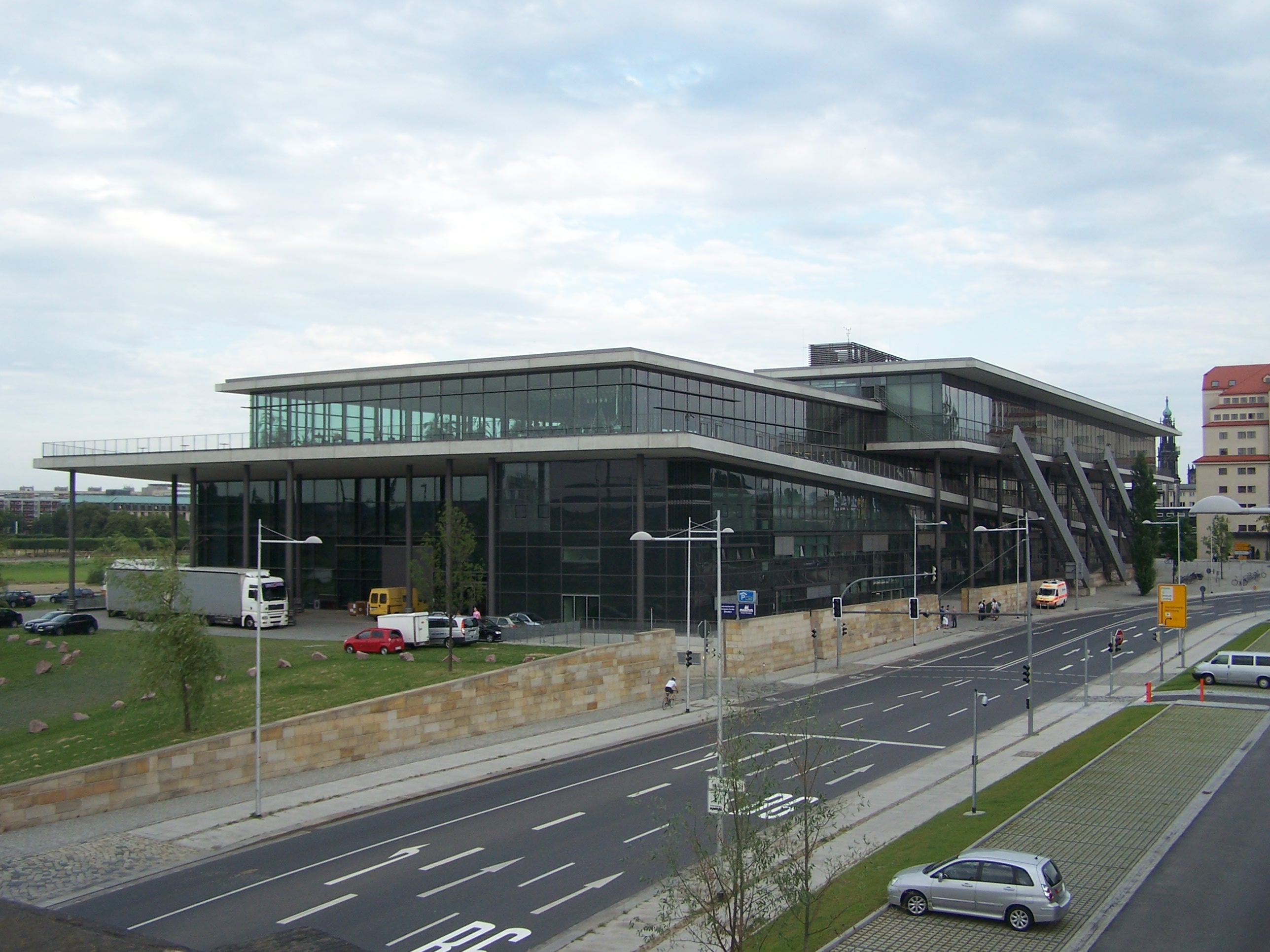
Veranstaltungsort Kongresszentrum

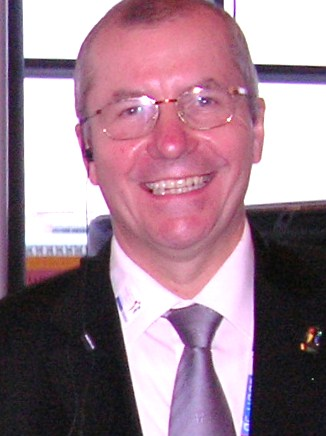
Dirk Jordan (2008)

Schirmherr der Schacholympiade 2008 war Bundespräsident Horst Köhler, Präsident des Organisationskomitees war Bürgermeister Winfried Lehmann, Geschäftsführer Jörn Verleger, Chairman und Turnierdirektor Dirk Jordan.
Austragungsort war das Kongresszentrum. Seit Ende Februar warb ein Banner am Turm des Neuen Rathauses für die Schacholympiade.
Die Olympiade brachte eine Reihe von Veränderungen gegenüber den früheren Turnieren mit sich, die Rede war deshalb von einer „Reformolympiade“. Jede Mannschaft bestand aus vier Spielern und einem Ersatzspieler, bisher waren bei Olympiaden zwei Ersatzspieler erlaubt. Es wurden 11 statt der bisherigen 13 oder 14 Runden im Schweizer System ausgetragen. Der Auslosungsmodus wurde verändert, um in den ersten Runden zu krasse Spielstärkeunterschiede zu vermeiden. Die Teams der ersten Hälfte der Setzliste erhielten in den ersten beiden Runden zwei Mannschaftspunkte addiert, erst ab der dritten Runde wurde nach dem tatsächlichen Punktestand ausgelost. Zum ersten Mal wurden die Mannschaftspunkte als Erstwertung zugrunde gelegt, bei Punktgleichheit kam die Olympiade-Sonneborn-Berger-Wertung zur Anwendung.
Die Spieler mussten zum offiziellen Rundenbeginn am Brett anwesend sein, sonst wurde die Partie sofort als verloren gewertet. Im Laufe des Turniers passierte dies fünf Mal. Die Regelung soll künftig in allen Turnieren gelten. Neu war außerdem, dass kein Remis während der ersten 30 Züge vereinbart werden durfte. Die Bedenkzeit betrug 90 Minuten für 40 Züge und 30 Minuten für den Rest der Partie, plus 30 Sekunden pro Zug.
Hauptschiedsrichter war FIDE-Generalsekretär Ignatius Leong aus Singapur. Insgesamt waren 110 Schiedsrichter im Einsatz.

## Teilnehmer

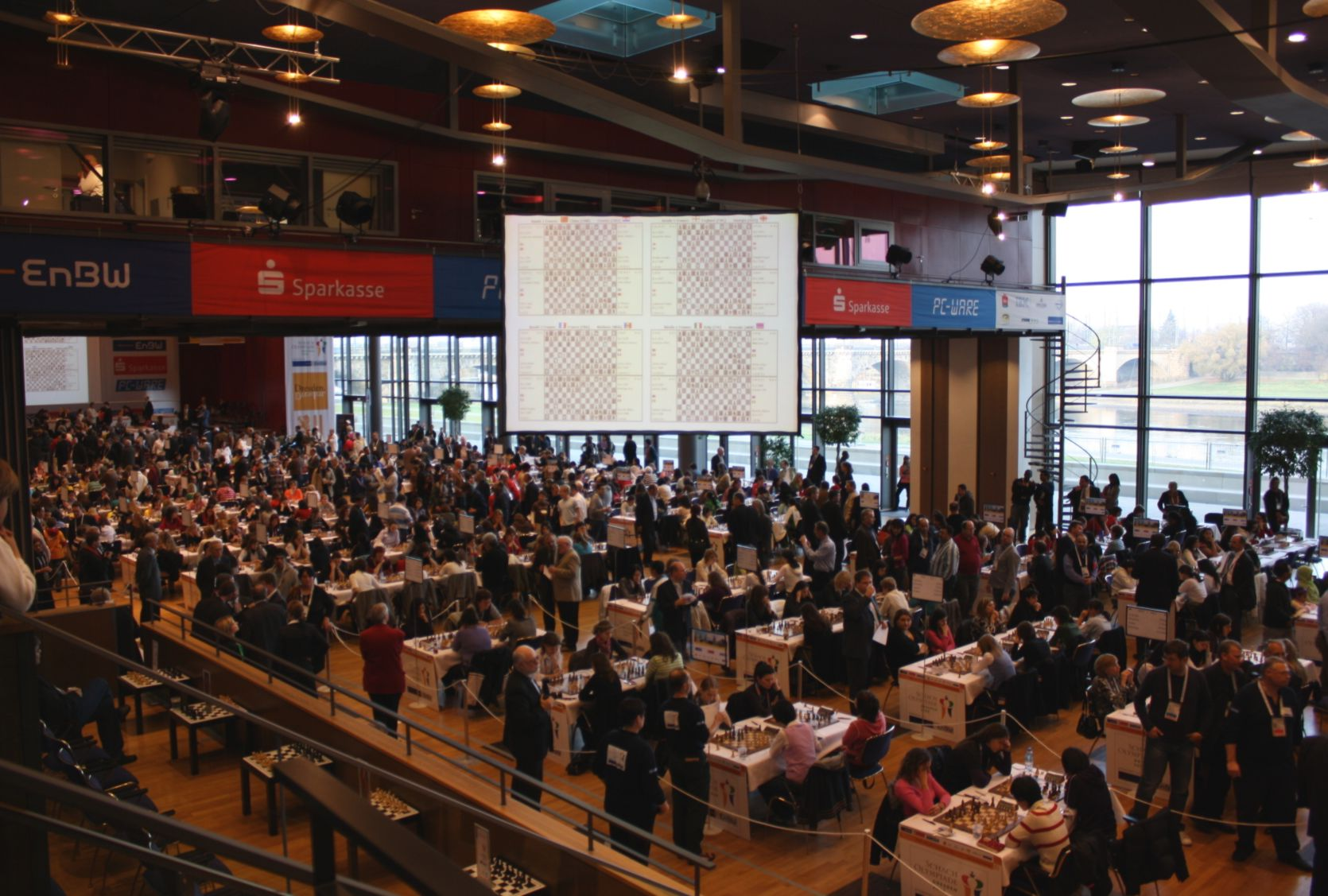
Der Spielbereich im Kongresszentrum

Es starteten insgesamt 1270 Spieler (548 Frauen und 722 Männer) aus 141 Ländern. Sie traten in 257 Mannschaften an, davon 111 Damen- und 146 offene Teams (auch als „Herrenteams“ bezeichnet, obwohl dort auch Frauen aufgestellt werden durften). Davon waren 318 Großmeister (253 GM und 65 WGM), 266 Internationale Meister (176 IM und 90 WIM) sowie 175 FIDE-Meister (91 FM und 86 WFM). Deutschland trat als Gastgeber mit je drei Teams im Damen- und im offenen Bereich an. Jeweils eine Mannschaft wurde von der International Braille Chess Association (IBCA, Blindenschach), dem International Committee of Silent Chess (ICSC) und der International Physically Disabled Chess Association (IPCA) gestellt.
Es debütierten die Mannschaften aus Gabun, Madagaskar und Montenegro.
Die Mannschaft mit dem höchsten Elo-Schnitt (2756) war Russland in der Aufstellung Wladimir Kramnik, Pjotr Swidler, Alexander Grischtschuk, Alexander Morosewitsch und Dmitri Jakowenko.

### Deutsche Mannschaften

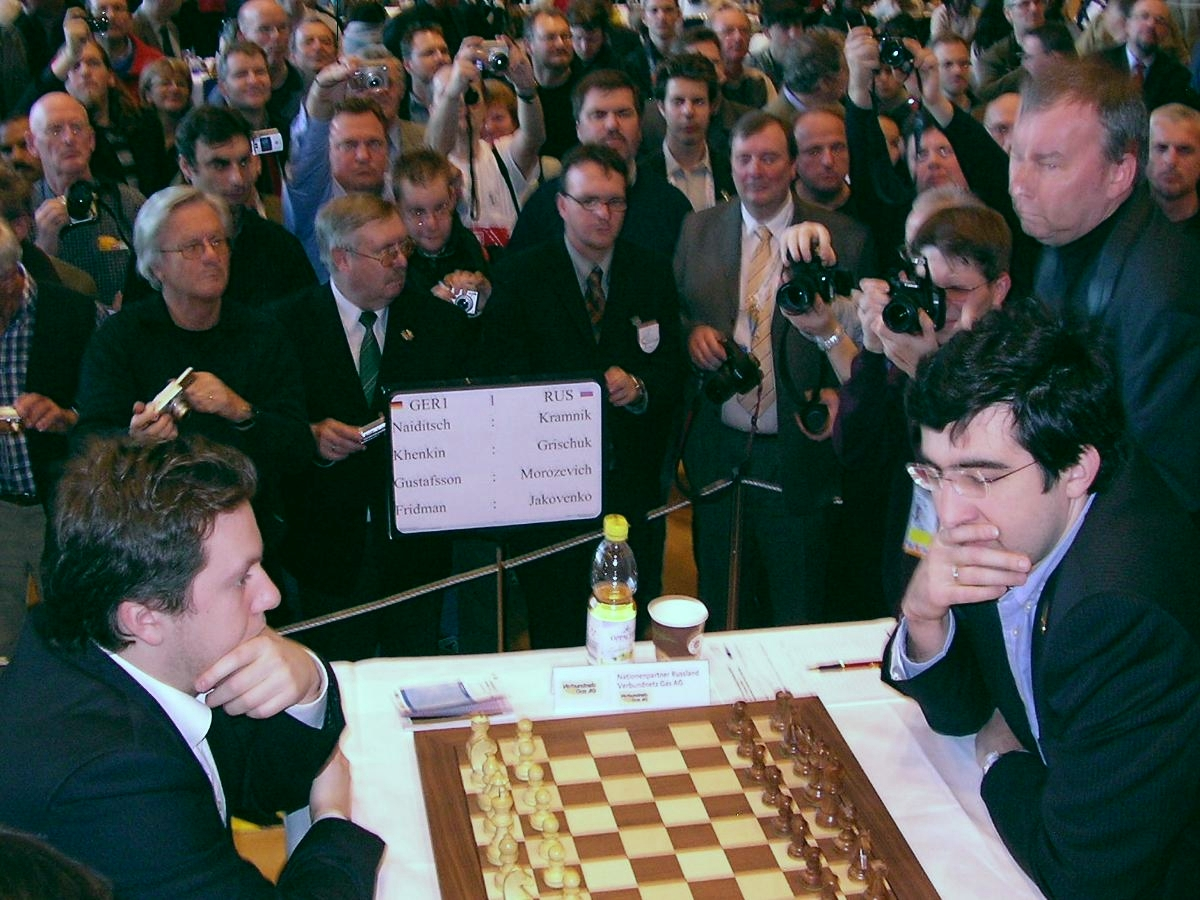
Arkadij Naiditsch – Wladimir Kramnik, Schacholympiade 2008

Spieler der deutschen Nationalmannschaft unter dem Bundestrainer Uwe Bönsch waren Arkadij Naiditsch, Igor Khenkin, Jan Gustafsson, Daniel Fridman und David Baramidze im offenen Turnier sowie Elisabeth Pähtz, Ketino Kachiani-Gersinska, Marta Michna, Melanie Ohme und Sarah Hoolt bei den Frauen. Für die Eröffnungsvorbereitung war Christopher Lutz zuständig.
Als Ausrichter konnte der Deutsche Schachbund jeweils eine zweite Mannschaft teilnehmen lassen; hier wurden so genannte Jugendolympiamannschaften aus talentierten Nachwuchsspielern nominiert: Georg Meier, Arik Braun, Falko Bindrich, Sebastian Bogner und Niclas Huschenbeth spielten als Deutschland 2 im offenen Turnier sowie Judith Fuchs, Maria Schöne, Hanna Marie Klek, Anna Endress und Manuela Mader im Turnier der Frauen. Um eine gerade Teilnehmerzahl zu ermöglichen, konnte auch eine dritte deutsche Mannschaft spielen. Sie bestand aus Rainer Buhmann, Michael Prusikin, Alexander Naumann, Julian Jorczik und Andreas Heimann im offenen Turnier sowie Elena Winkelmann, Claudia Steinbacher, Franziska Beltz, Sandra Ulms und Filiz Osmanodja bei den Frauen.
Im offenen Turnier kam Deutschland 1 auf Platz 13, Deutschland 2 auf Platz 42 und Deutschland 3 auf Platz 35. Bei den Frauen belegte Deutschland 1 Platz 21, Deutschland 2 Platz 34 und Deutschland 3 Platz 47. Die beste Elo-Performance aller deutschen Aktiven erreichte Georg Meier mit 2779.

## Ergebnisse und Bilanz

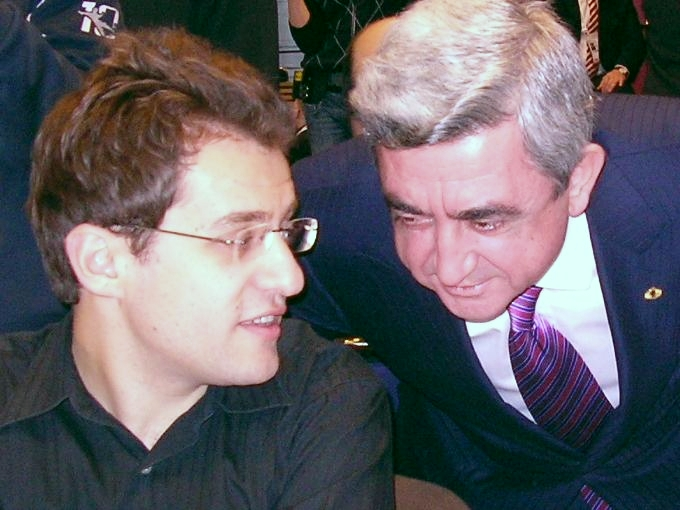
Lewon Aronjan und Staatspräsident Sersch Sargsjan, Schacholympiade 2008

Im Offenen Turnier gewann Armenien den Titel – zum zweiten Mal in seiner Geschichte nach 2006. Zur letzten Runde reiste Staatspräsident Sersch Sargsjan nach Dresden, gleichzeitig Vorsitzender des dortigen Schachverbandes. Platz zwei belegte Israel, Platz drei die USA.
Im Frauenturnier setzte sich in einer knappen Entscheidung Georgien aufgrund der besseren Zweitwertung gegenüber der Ukraine durch. Die Bronzemedaille gewann die Mannschaft der USA.
Den nach Ex-Weltmeisterin Nona Gaprindaschwili benannten Gaprindashvilicup für das beste kombinierte Ergebnis der Männer- und Frauenmannschaften eines Landes gewann die Ukraine.
Goldmedaillen für das beste Brettergebnis erhielten bei den Männern Péter Lékó (Ungarn, Brett 1), Wladimir Hakobjan (Armenien, Brett 2), Gabriel Sarkissjan (Armenien, Brett 3), Dragiša Blagojević (Montenegro, Brett 4) und Dmitri Jakowenko (Russland, Brett 5). Bei den Frauen gingen die Brettpreise an Maia Tschiburdanidse (Georgien, Brett 1), Anna Zatonskih (USA, Brett 2), Nadeschda Kossinzewa (Russland, Brett 3), Joanna Majdan (Polen, Brett 4) und Natalia Zdebskaja (Ukraine, Brett 5).
Die Kosten für die Schacholympiade beliefen sich auf etwa vier Millionen Euro, wovon 2,34 Millionen Euro aus Sponsorengeldern gedeckt wurden. Mehr als 60.000 Euro wurden durch den Verkauf von über 13.000 Zuschauerkarten eingenommen. Die Dresdner Hotelbesitzer registrierten knapp 26.000 Olympiade-Übernachtungen.

## Sonstiges
- Am 13. März 2008 wurde eine Zuschlagmarke aus der jährlich in Deutschland erscheinenden Briefmarkenreihe „Für den Sport“ mit dem Motiv einer Schachstellung als Ehrung dieser Schacholympiade herausgegeben.
- Zum fünften Mal fand die Schacholympiade nach Hamburg 1930, München 1958, Leipzig 1960 und Siegen 1970 in Deutschland statt. Im Oktober 2004 setzte sich die Stadt Dresden bei einem Wettbewerb der FIDE gegen Mitbewerber als Ausrichtungsort durch.
- Der Taiwaner Ho Meng Wei (bei der FIDE: Po-Yen Min)[6] mit einer aktuellen Elo-Zahl von 1550 (Stand Oktober 2008) wurde im Alter von 7 Jahren, 11 Monaten und 12 Tagen bisher jüngster Schacholympiadenteilnehmer, verlor jedoch jedes seiner sieben Spiele.
- Insgesamt wurden bei der Schacholympiade 5485 Partien gespielt: 3095 (+1220, =865, −1010) in der Offenen Sektion und 2390 (+1031, =506, −853) bei den Frauen.